# Parabemisia myrmecophila
Parabemisia myrmecophila es un hemíptero de la familia Aleyrodidae, con una subfamilia: Aleyrodinae. Son moscas blancas mirmecófilas.

## Taxonomía
Fue descrita científicamente por primera vez por Martin en 1985.

## Distribución geográfica
Papua Nueva Guinea